# An Adventure in the Autumn Woods
An Adventure in the Autumn Woods er en amerikansk stumfilm fra 1913 af D. W. Griffith.

## Medvirkende
- Mae Marsh
- W. Chrystie Miller
- Lionel Barrymore
- Walter Miller
- Alfred Paget